# New Orleans Saints 2016
La stagione 2016 dei New Orleans Saints è stata la 50ª della franchigia nella National Football League e la decima con Sean Payton come capo-allenatore. La squadra divenne la prima della storia a terminare con un bilancio di 7-9 tre stagioni consecutive, mancando i playoff per il terzo anno consecutivo.

## Scelte nel Draft 2016
| Scelte dei Saints nel Draft 2016 |        |                 |       |            |
| Giro                             | Scelta | Giocatore       | Ruolo | College    |
| 1                                | 12     | Sheldon Rankins | DT    | Louisville |
| 2                                | 47     | Michael Thomas  | WR    | OSU        |
| 2                                | 61     | Vonn Bell       | S     | OSU        |
| 4                                | 120    | David Onyemata  | DT    | Manitoba   |
| 7                                | 237    | Daniel Lasco    | RB    | California |

## Staff
| Staff dei New Orleans Saints nel 2016 |
| --- |
| Organi dirigenziali - Proprietario/Presidente: Tom Benson - Proprietario/Vice presidente esecutivo: Rita Benson LeBlanc - Vice presidente esecutivo/General Manager: Mickey Loomis Capo allenatore - Sean Payton Altri allenatori - Assistente del capo-allenatore/Linebacker: Joe Vitt - Coordinatore dello sviluppo della forza e della condizione: Dan Dairymple - Assistente dell sviluppo della forza e della condizione: Charles Byrd e Rob Wenning Allenatori dell'attacco - Coordinatore dell'attacco: Pete Carmichael Jr. - Assistente dell'attacco/Wide Receiver: Carter Sheridan - Assistente dell'attacco/Offensive Line: Frank Smith - Quarterback: Joe Lombardi - Running Back: Dan Roushar - Wide Receiver: Henry Ellard - Tight End: Terry Malone - Offensive Line: Bret Ingalls Allenatori della difesa - Coordinatore della difesa: Dennis Allen - Assistente della difesa: Marcus Ungaro - Assistente della difesa/Linebacker: Brian Young - Defensive Line: Bill Johnson - Secondary: Wesley McGriff - Assistente Secondary: Andre Curtis Allenatori dello special team - Coordinatore dello Special Team: Greg McMahon - Assistente dello Special Team: Stan Kwan |

## Roster
| Roster dei New Orleans Saints nel 2016 |
| --- |
| Quarterback - 9 Drew Brees - 7 Luke McCown Running Back - 38 Travaris Cadet - 34 Tim Hightower - 22 Mark Ingram - 29 John Kuhn FB - 36 Daniel Lasco - 23 Marcus Murphy RS Wide Receiver - 16 Brandon Coleman - 10 Brandin Cooks - 19 Jake Lampman - 87 Tommylee Lewis - 83 Willie Snead - 13 Michael Thomas Tight End - 82 Coby Fleener - 89 Josh Hill - 86 John Phillips Offensive Linemen - 72 Terron Armstead T - 73 Jahri Evans G - 76 Tony Hills T - 65 Senio Kelemete G - 68 Tim Lelito G - 75 Andrus Peat T - 64 Zach Strief T - 78 Landon Turner G - 60 Max Unger C Defensive Linemen - 95 Tyeler Davison DT - 91 Kasim Edebali DE - 90 Nick Fairley DT - 94 Cameron Jordan DE - 99 Paul Kruger DE - 93 David Onyemata DT - 98 Sheldon Rankins DT - 55 Darryl Tapp DE Linebacker - 50 Stephone Anthony MLB - 97 Sam Barrington MLB - 59 Dannell Ellerbe OLB - 56 Michael Mauti MLB - 52 Craig Robertson OLB - 54 Nate Stupar MLB Defensive Back - 48 Vonn Bell FS - 40 Delvin Breaux CB - 31 Jairus Byrd FS - 46 Ken Crawley CB - 41 Roman Harper SS - 21 De'Vante Harris CB - 49 Shiloh Keo S - 24 Sterling Moore CB - 32 Kenny Vaccaro SS - 28 B.W. Webb CB Special Team - 47 Justin Drescher LS - 3 Wil Lutz K - 6 Thomas Morstead P Lista delle riserve - 58 Obum Gwacham DE (IR) - 30 Erik Harris SS (IR) - 84 Michael Hoomanawanui TE (IR) - 44 Hau'oli Kikaha OLB (Active/PUP) - 53 James Laurinaitis MLB (IR) - -- Mitchell Loewen DE (NF-Inj.) - -- D.J. Pettway DE (IR) - 43 Jimmy Pruitt CB (IR) - 33 Jamarca Sanford SS (IR) - 27 Damian Swann CB (IR) - 25 P.J. Williams CB (IR) - 24 Kyle Wilson CB (IR) - 67 Avery Young T (NF-Inj.) Squadra di allenamento - 66 Jack Allen G - 39 Taveze Calhoun CB - 20 Brian Dixon CB - 77 John Fullington G - 18 Garrett Grayson QB - 45 Garrett Griffin TE - 42 Lamar Louis LB - 96 Ashaad Mabry DT - 85 Jake Stoneburner TE - 81 Jordan Williams-Lambert WR 53 attivi, 13 inattivi, 10 nella squadra di allenamento |
| Legenda - I rookie sono in corsivo. - Il primo ruolo è il principale mentre gli eventuali successivi indicano i ruoli secondari. - (IR) sta per Injured Reserve ed indica la lista ristretta per un solo giocatore infortunato che può tornare ad allenarsi dopo la settimana 6 e a rientrare in prima squadra dopo che questa ha giocato 8 partite. - (NF-Inj.) / (NF-Ill.) stanno rispettivamente per Non-Football Injured e Non-Football Illness ed indicano le liste dove viene inserito un giocatore che ha un infortunio o una malattia non dipendente dal football americano. - (PUP) sta per Physically Unable to Perform ed indica la lista dove viene inserito un giocatore mentre è in attesa di recuperare la condizione fisica. Nella stagione regolare dopo la sesta partita giocata dalla propria squadra, il giocatore ha tempo tre settimane per riprendere ad allenarsi, più tre settimane aggiuntive dal suo rientro agli allenamenti per rientrare in prima squadra. |

## Calendario
| Turno | Data               | Avversario              | Risultato          | Record             | Stadio                        | NFL.com recap      |
| ----- | ------------------ | ----------------------- | ------------------ | ------------------ | ----------------------------- | ------------------ |
| 1     | 11/9               | Oakland Raiders         | S 34–35            | 0–1                | Mercedes-Benz Superdome       | Recap              |
| 2     | 18/9               | at New York Giants      | S 13–16            | 0–2                | MetLife Stadium               | Recap              |
| 3     | 26/9               | Atlanta Falcons         | S 32–45            | 0–3                | Mercedes-Benz Superdome       | Recap              |
| 4     | 2/10               | at San Diego Chargers   | V 35–34            | 1–3                | Qualcomm Stadium              | Recap              |
| 5     | Settimana di pausa | Settimana di pausa      | Settimana di pausa | Settimana di pausa | Settimana di pausa            | Settimana di pausa |
| 6     | 16/10              | Carolina Panthers       | V 41–38            | 2–3                | Mercedes-Benz Superdome       | Recap              |
| 7     | 23/10              | at Kansas City Chiefs   | S 21–27            | 2–4                | Arrowhead Stadium             | Recap              |
| 8     | 30/10              | Seattle Seahawks        | V 25–20            | 3–4                | Mercedes-Benz Superdome       | Recap              |
| 9     | 6/11               | at San Francisco 49ers  | V 41–23            | 4–4                | Levi's Stadium                | Recap              |
| 10    | 13/11              | Denver Broncos          | S 23–25            | 4–5                | Mercedes-Benz Superdome       | Recap              |
| 11    | 17/11              | at Carolina Panthers    | S 20–23            | 4–6                | Bank of America Stadium       | Recap              |
| 12    | 27/11              | Los Angeles Rams        | V 49–21            | 5–6                | Mercedes-Benz Superdome       | Recap              |
| 13    | 4/12               | Detroit Lions           | S 13–28            | 5–7                | Mercedes-Benz Superdome       | Recap              |
| 14    | 11/12              | at Tampa Bay Buccaneers | S 11–16            | 5–8                | Raymond James Stadium         | Recap              |
| 15    | 18/12              | at Arizona Cardinals    | V 48–41            | 6–8                | University of Phoenix Stadium | Recap              |
| 16    | 24/12              | Tampa Bay Buccaneers    | V 31–24            | 7–8                | Mercedes-Benz Superdome       | Recap              |
| 17    | 1/1                | at Atlanta Falcons      | S 32–38            | 7–9                | Georgia Dome                  | Recap              |

Note: Gli avversari della propria division sono in grassetto.